# 乙状结肠

1.升結腸 2.横結腸 3.降結腸 4.乙狀結腸 5.直腸

乙状结肠是结肠终末部分，通常位于盆腔中，上在左髂嵴平面与降结肠相连，下在第三骶椎平面与直肠相接，长约40～50cm，因呈“乙”状弯曲而得名。